# Marea înlocuire
Marea înlocuire (în franceză grand remplacement), cunoscută și ca teoria înlocuirii, este o teorie conspirativă a extremei-drepte conform căreia populația albă franceză, precum și populația albă europeană, este treptat înlocuită de populația noneuropeană - cu precădere arabă, berberă și musulmană din Africa și Orientul Mijlociu - prin imigrație în masă, creștere demografică și o scădere a natalității în rândul populației europene, toate cu complicitatea sau cooperarea elitelor.
Deși idei similar se regăsesc în diverse teorii de extremă-dreapta, termenul de „mare înlocuire” a fost popularizat de către autorul francez Renaud Camus în lucrarea sa din 2011, Le Grand Remplacement (în română „Marea înlocuire”). Termenul corelează prezența musulmanilor în Franța cu distrugerea culturii și civilizației franceze. Camus și alți conspiraționiști consideră vinovate pentru starea de fapt politicile susținute de către elitele liberale și globale (i.e., „înlocuitorii”) din interiorul guvernului fancez și din Uniunea Europeană. Situația este descrisă drept un „genocid prin înlocuire”.
„Marea înlocuire” este o subteorie a teoriei genocidului alb care s-a răspândit printre mișcările de extremă-dreapta din Occident spre finalul secolului XX. Deși ambele susțin că există un „genocid” al rasei europoide și un plan global condus de diferite elite, teoria lui Camus nu include aspectele antisemite ale teoriei genocidului alb. Conform politologului Jean-Yves Camus și istoricului Nicolas Lebourg, faptul că teoria exclude antisemitismul a contribuit la o răspândire mai puternică a sa.

## Definiție

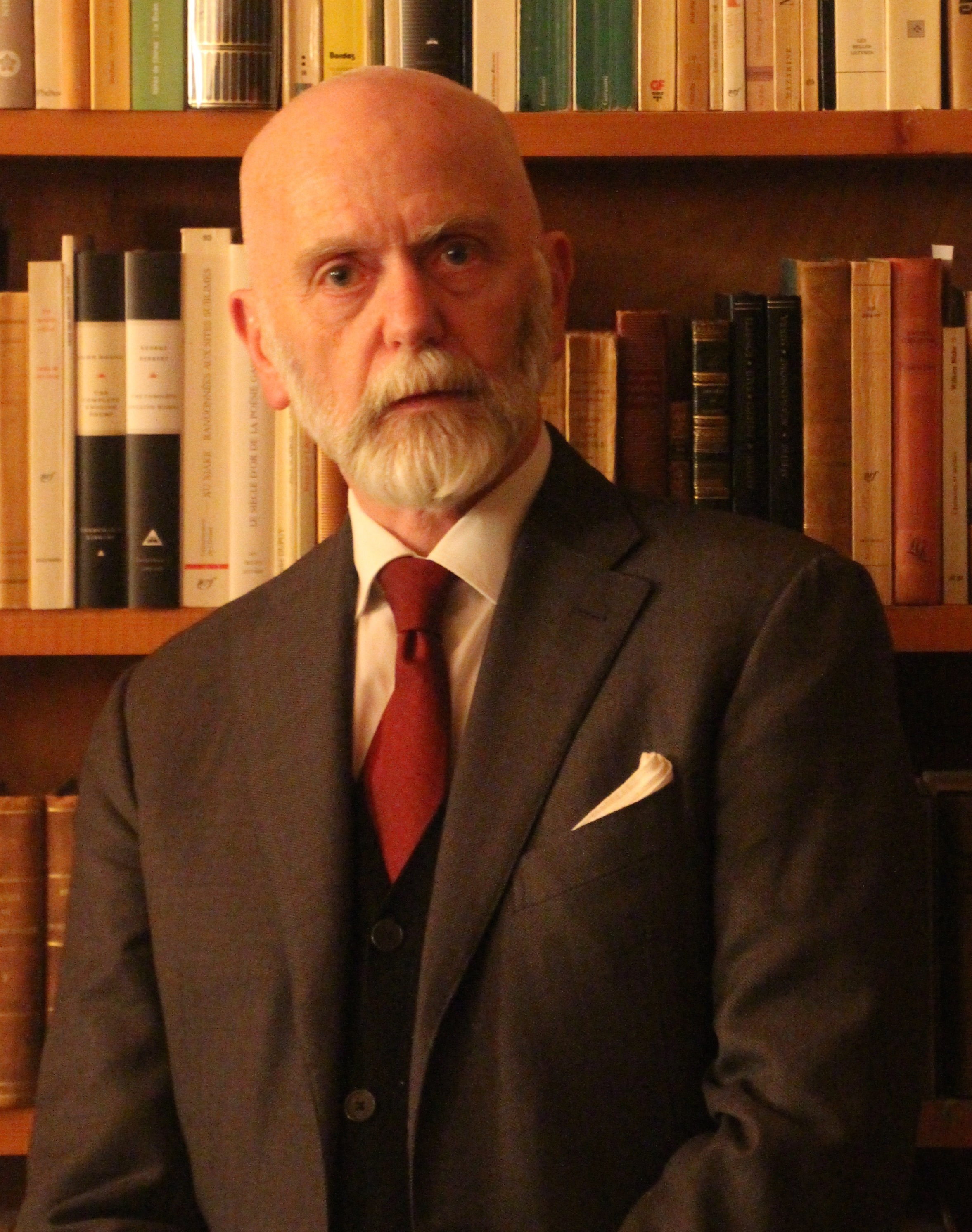
Renaud Camus, proponentul teoriei Marii înlocuiri. (2019)

Marea înlocuire a fost dezvoltată de către autorul francez Renaud Camus, prima dată în lucrarea L'Abécédaire de l'in-nocence (2010) și în următorul an în lucrarea Le Grand Remplacement (introduction au remplacisme global). Conform acestuia, la constituirea teoriei au contribuit industrializarea, secularizarea și deculturalizare; mai mult, societatea materialistă și globalismul au creat un „om înlocuibil, lipsit de particularități naționale, etnice sau culturale”. Camus susține că „marea înlocuire nu necesită o definiție” deoarece termenul nu este, din punctul său de vedere, un „concept”, ci un „fenomen”.
Un popor a existat aici, stabil, ocupând același teritoriu de cincisprezece sau douăzeci de secole. Și dintr-o dată, foarte repede, în o generație sau două, unul sau alte câteva popoare îl înlocuiresc. El este înlocuit, nu mai este același. - Renaud Camus, interviu susținut pentru Action Française în 2013.
În teoria lui Camus, poporul francez indigen („Français de souche”) este descris ca fiind înlocuit demografic de către popoare noneuropene - în principal din Africa și Orientul Mijlociu, și numite de Camus „colonizatori” sau „ocupanți” - într-un proces de imigrare încurajat de către o „putere înlocuitoare”. Conform filosofului francez Pierre-André Taguieff, validitatea asocierii termenului de „teorie conspirativă” cu noțiunea lui Camus stă în cea de-a doua parte a propoziției:
[Teoriei înlocuirii prin imigrație în masă], autocaracterizată drept o observație sau o descriere, îi este asociată o teorie conspirativă care atribuire elitelor „înlocuitoare” dorința de a obține „Marea înlocuire”. Pornind de la ideea „colonizării” și „imigrației de masă”, „opozanții înlocuirii” au ajuns la aceea de genocid prin substituire etnică, rasială și culturală, completând astfel programul sau planul de acțiune.  - Pierre-André Taguieff, 2015.
Camus utilizează frecvent termeni și concepte care își au originea în perioada ocupației naziste (1940-1945). De exemplu, acesta etichetează indivizii de altă origine decât cea europeană care locuiesc în Europa drept „colonizatori” sau „ocupanți”, iar așa-numitele „elite înlocuitoare” drept „colaboraționiști”. Camus a înființat în 2017 o organizație intitulată Comisia Națională a Rezistenței Europene, numele fiind aproape identic cu cel al rezistenței franceze din perioada ocupației: Comisia Națională a Rezistenței⁠(d). Această analogie cu rezistența franceză este considerată de unii drept o apologie a urii, o instigare la violență împotriva așa-numiților „ocupanți”:
Ocupația a provocat printre francezi, în special în cazulor celor implicați în rezistență, un sentiment intens de ură [...] Mai mult, această ocupație a fost realizată de persoane în uniforme [...] Cum să nu poți provoca - cu o astfel de analogie - un sentiment de ură pe care unii îl vor considera potrivit în interacțiunea cu un imigrant  [...]? Mi se pare o contradicție să declari pe de-o parte că condamni ura, iar pe de altă parte să descrii timpurile noastre prin apel la acea analogie. - Alain Finkielkraut, 2017.

## Origine

### Context
Renaud Camus a dezvoltat teoria în cele două lucrări din 2010 și 2011 în contextul numeroaselor discursuri antiimigrație apărute în spațiul public în decada precentă. În același timp, în Europa au avut loc o serie de atacuri teoriste puse la cale de islamiști și o criză a refugiaților care a început în 2015, fapte care au contribuit la creșterea tensiunilor.
Ideile lui Camus cu privire la o decădere iminentă a culturii și civilizației europene sunt similare cu cele ale pesimismului cultural și mișcării antimusulmane care caracterizau intelectualii europeni din acea perioadă. Aceste pot fi găsite în diferite bestselleruri publicat începând cu 2010: Deutschland schafft sich (2010) de Thilo Sarrazin, Le Suicide français (2014) de Éric Zemmour și Supunerea (2015) de Michel Houellebecq.

### Influențe
Renaud Camus menționează influența a două personalități în epilogul lucrării sale The Great Replacement: viziunea apocaliptică asupra relațiilor dintre rase a lui Enoch Powell - prezentată în Discursul râurilor de sânge (1968) - și descrierea colapsului Occidentului din cauza unui val de imigranți din Lumea a Treia de către Jean Raspail în romanul Le Camp des Saints (1973).
De asemenea, Camus a declarat pentru revista britcanică The Spectator în 2016 că pentru a înțelege „marea înlocuire” poate fi găsită în lucrarea Du Sens din 2002. În cea din urmă, acesta a scris că termenii „Franța” și „francez” echivalează mai degrabă o realitate naturală și fizică decât una legală, distincție asemănătoare cu cea realizată de Charles Maurras între „țară legală” și „țară reală”. În timpul aceluiași interviu, Camus menționează că a început să-și imagineze această teorie în 1996 când redacta un ghid despre departamentul Hérault, în sudul Franței: „Dintr-o dată am conștientizat că în sate foarte vechi[...] populația s-a schimbat integral[...] atunci am început să scriu așa ceval”.

### Elemente identice
În ciuda conceptelor și particularităților sale, „Marea înlocuire” este parte a unei teorii mai vechi și mai cuprinzătoare intitulată teoria genocidului alb. Aceasta a fost popularizată de către neonazistul David Lane în lucrarea sa White Genocide Manifesto din 1995 unde se susține că țările occidentale au ca scop distrugerea rasei albe. Ideea unei „înlocuiri” a populației native din Europa sub coordonarea unei elite își are originea în teoriile conspirative antebelice în care există un plan evreiesc de distrugere a europenilor prin metisaj. O sursă ar fi bestsellerul antisemit La France juive⁠(d) (1886) redactată de Édouard Drumont. Comentând asemănarea cu teoria lui Camus, istoricul Nicolas Lebourg și politologul Jean-Yves Camus menționează o înlocuire a elementelor antisemite cu ideea unui conflict între civilizația europeană și musulmani.
Pentru a reuși în atacul lor asupra civilizației creștine, evreii din Franța au fost nevoiți să înșele, să mintă și să se deghizeze în liberi cugetători. Dacă ar fi spus pur și simplu: „Vrem să distrugem această Franță seculară, atât de glorioasă și frumoasă, și să o punem în mâna câtorva evrei”, strămoșii noștri, care erau mai duri decât noi, nu s-ar fi lăsat înduplecați.
O altă sursă ar fi lucrările naționaliste redactate de Maurice Barrès. Acesta discută în 1889 și 1900 despre o înlocuire a populației native prin intermediul imigrației și declinului demografic în Franța. Mai mult, există puncte comune cu ideilor gânditorilor neofasciști și neonaziști din perioada postbelică, în special Maurice Bardèche, René Binet și Gaston-Armand Amaudruz. Influențate de lucrarea Théorie du Racisme (1950) de Binet - unde se propune ideea unui „capitalism hibrid” care are ca scop crearea unei „sălbăticimi omogene” - mișcările de extremă-dreapta franceze din anii 1960 precum Europe-Action⁠(d) au caracterizat imigrația algeriană drept o „invazie”, iar metisajul „nimic mai mult decât un genocid lent” al populației unei viitoare Franțe „ocupată de douăzeci de milioane de magrebi și douăzeci de milioane de africani”.
În Franța, imigrația semnificativă de indivizi de culoare este o problemă gravă [...]. Știm și dimensiunea populației nord-africane [...]. Ce este îngrijorător când vine vorba de viitor: știm că fundamentul așezării europene care a permis expansiunea civilizației a fost un grup etnic european. Distrugerea acestui echilibru, care poate surveni rapid, va conduce la dispariția noastră și a civilizației noastre.
Teoria conspirativă a Eurabiei, publicată de autorul britanic Bat Ye'or în lucrarea sa cu același nume în 2005, este citată deseori ca fiind probabil sursa principală pentru Marea înlocuire a lui Camus. Și conceptul de Eurabia implică entități globaliste, în acest caz francezii și arabii, care încearcă să islamizeze Europa cu ajutorul imigrației musulmanilor și declinului demografic al europenilor. Concomitent, teoria îi caracterizează pe imigranți drept invadatori sau o coloană a cincea, invitată pe continent de elitele politice corupte. Deși tema nu apare pentru prima dată în textele lui Camus, acesta este considerat inventatorul conceptului de „Mare înlocuire”, fapt care l-a făcut faimos.

## Analiză

### Statistici demografice
Analiștii resping de obicei afirmațiile conform cărora o „mare înlocuire” ar fi fundamentată pe o interpretare greșită a statisticilor privitoare la imigrație și prejudecăților rasiale. Demograful Ladis MacKeller declara că în jur de 5-10% din locuitorii Franței erau musulmani în 2016, iar o „înlocuire” este implauzibilă. Acesta a criticat teza lui Camus deoarece își asumă că francezii de altă origine decât cea europeană aflați la a treia sau a patra generație nu ar fi de fapt francezi.

### Dimensiunea rasială
Politologul austriac Rainer Bauböck pune la îndoială teoriile conspirative care fac uz de termenii „înlocuirea populației” sau „schimb” (Bevölkerungsaustausch). Utilizând analiza lui Ruth Wodak conform căreia sloganul trebuie interpretat în contextul său istoric, Bauböck a concluzionat că teoria în cauză este echivalentă cu conceptul de Umvolkung („inversiune etnică”) din ideologia nazistă.

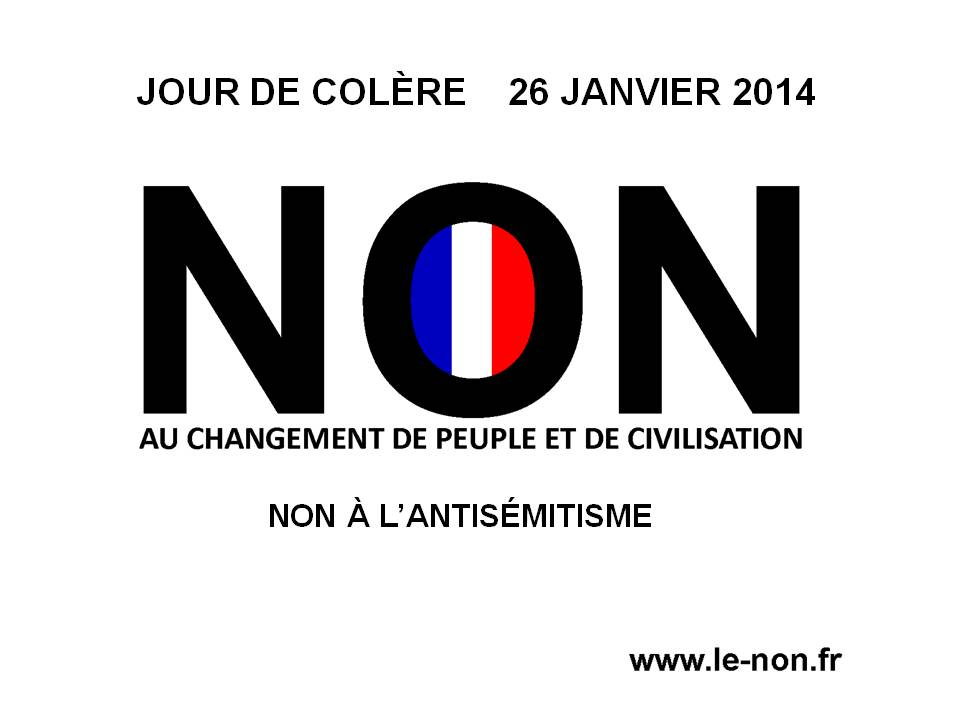
Broșura lui Camus pentru manifestația „ziua mâniei” din 2014 împotriva „marii înlocuiri”: „Spune nu înlocuirii populației și civilizației, spune nu antisemitismuluI”.

În mai 2019, jurnalistul Nick Cohen a descris „marea înlocuire” drept o formă de rasism și propagandă, respectiv o fobie a bărbaților europeni de a nu-și pierde virilitatea. În aceeași lună, istoricul Anne Applebaum a menționat că teoria a permis evitarea discuțiilor privitoare la efectele imigrației și compatibilitatea islamului cu lumea occidentală în schimbul unor reacții extreme precum apologia reimigrației sau uciderea imigranților.

### Popularitate
SImplitatea și modul de formulare al sloganurilor din textele lui Camus, respectiv eliminarea dimensiunii antisemite specifică versiunii originale a neonaziștilor au fost citate drept elemente care au favorizat popularizarea teoriei marii înlocuiri. Într-un chestionar al Institutului Francez de Opinie Publică⁠(d) efectuat în decembrie 2018, 25% din francezi sunt de acord cu teoria în timp ce 46% s-au caracterizat „Gilets Jaunes”. Teoria a devenit influentă în mediile de extremă-dreapta și naționaliste din afara Franței.
Teoria conspirativă a fost citată de activista canadiană Lauren Southern într-un videoclip publicat pe YouTube în iulie 2017. Acesta a adunat în 2019 peste 670.000 de vizualizări și a contribuit la popularizarea teoriei. Bloggerul norvegian Fjordman⁠(d), membru al mișcării counter-jihad⁠(d), este o altă figură care a contribuit la răspândirea acesteia.
Site-urile extremiste Gates of Viena⁠(d), Politically Incorrect⁠(d) și Fdesouche au oferit o platformă prin care utilizatorii pot răspândi și populariza teoria lui Camus. Printre susținători regăsim și o rețea de mișcări naționaliste precum Mișcarea identitară în Europa și alte grupuri (i.e. PEGIDA în Germania).